# Deixis
Deixis ([ˈdɛɪ̯ksɪs] zu altgriechisch δείκνυμι deíknymi „ich zeige“; zugehöriges Adjektiv: deiktisch), auch Indexikalität, ist ein Fachbegriff der Sprachwissenschaft, insbesondere der Pragmatik. Deixis ist die Bezugnahme auf Personen, Gegenstände, Orte und Zeiten im Kontext der jeweiligen Äußerungssituation. Die sprachlichen Ausdrücke, die diesen Bezug ermöglichen, bilden eine spezielle Klasse, sie werden auch Deiktika (Singular: Deiktikon) genannt. Die wichtigsten Bereiche oder Dimensionen der Deixis lassen sich in   Personaldeixis (ich, du), Ortsdeixis (hier) und Zeitdeixis (jetzt) unterscheiden.

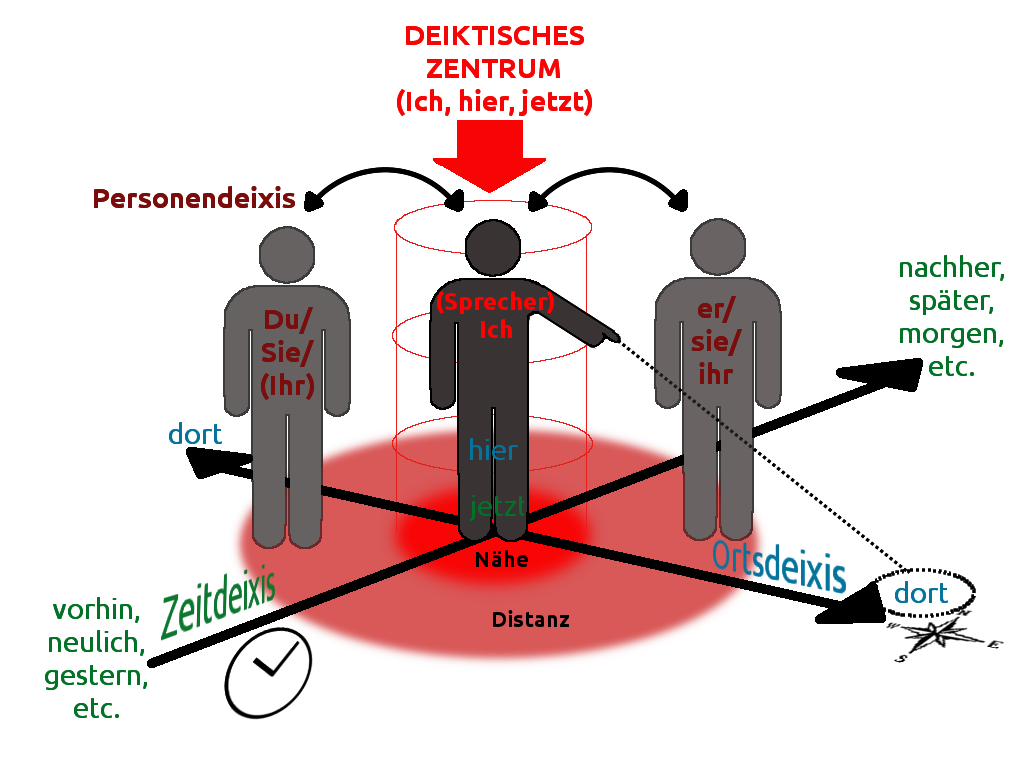
Personendeixis, Ortsdeixis und Zeitdeixis. Das „deiktische Zentrum“ ist die Origo eines sprachlichen Bezugssystems.

Der Bezugspunkt der Deixis wird Origo („Ursprung“) genannt und liegt normalerweise im Akt des Sprechens, damit auch im Sprecher. Neben dem direkten Verweis auf diese Origo können Wortbedeutungen auch in dem Sinn deiktisch sein, dass sie aus der Äußerungssituation heraus verweisen, dabei aber in dieser verankert sind. Die Zeit der Äußerung definiert beispielsweise den Bezugspunkt „jetzt“, die Zeitrelationen Vergangenheit und Zukunft sind relativ dazu angeordnet. Die Bedeutung mancher Zeitadverbien wie „gestern, morgen“ etc. ist also deiktisch verankert, ebenso in der Regel das grammatische Tempus. Insgesamt ist es also nicht so, dass Deiktika ein reiner „Index“ bzw. eine reine Zeigegeste sein müssen, sondern sie können zusätzlich mit beschreibendem Inhalt verbunden sein.
Einen Gegensatz zur Deixis bildet die Anaphorik: Sie verweist auf die vorausgegangene Rede bzw. den vorangegangenen Text. Viele Ausdrücke (z. B. „dieser“) haben sowohl deiktische als auch anaphorische Verwendungen.

## Die Äußerungssituation als Bezugsrahmen

### Erkennungszeichen deiktischer Ausdrücke
Deiktische Ausdrücke dienen grundsätzlich dazu, auf einen Gegenstand in der Welt (in einem sehr weiten Sinn) zu verweisen, also zu referieren; Deixis ist somit ein besonderer Fall von Referenz. Die Besonderheit liegt darin, dass auf Elemente Bezug genommen wird, die in der Äußerungssituation anwesend sind, oder die relativ zur Äußerungssituation lokalisiert werden. Beispiele für den direkten Bezug auf die Äußerungssituation sind: „ich, du, hier, jetzt“. Infolgedessen haben deiktische Ausdrücke unterschiedlichen Bezug, je nachdem wer sie wann äußert. 
Deiktische Ausdrücke sind also nicht einfach nur kontextabhängig. Ein definiter Ausdruck wie „der rote Pullover“ kann sich auf unterschiedliche Pullover beziehen, je nach Äußerungskontext. Jedoch ist die Bedeutung von „rot“ und von „Pullover“ nicht vom Äußerungskontext abhängig, sondern verweist konstant auf bestimmte Merkmale, mit denen Gegenstände in jeder Situation identifiziert werden können. Der definite Artikel „der“ ist kontextabhängig, aber nicht unbedingt deiktisch. Er kann bedeuten, dass der fragliche Gegenstand zuvor schon erwähnt wurde. Dann ist der Bezug also auf einen früheren Text (anaphorisch). Deiktischer und anaphorischer Gebrauch sind Gegenteile voneinander.
Viele Ausdrücke sind jedoch deiktisch oder anaphorisch verwendbar. Das Pronomen „er“ kann sich auf einen vorerwähnten Gegenstand beziehen („der rote Pullover ...er...“) oder deiktisch auf eine anwesende Person, oft verbunden mit einer Zeigegeste („Wer hat den Stein geworfen?“ – „Er!“). Das Pronomen „ich“ hat dagegen ganz überwiegend nur deiktische Verwendungen: Es bezeichnet die Person, die die Äußerung macht, in der dieses Wort vorkommt. In dem Dialog: „‚Ich habe Hunger‘ – ‚Ich auch‘“ wechselt der Bezug von „ich“ je nach sprechender Person (was nicht der Fall wäre, wenn beide davon sprechen, dass „der Hund“ Hunger hat).

### Verankerung
Es gibt verschiedene Möglichkeiten, wie die Abhängigkeit von der Äußerungssituation genau gefasst werden kann. Eine verbreitete Beschreibung ist es, die Person des Sprechers als Mittelpunkt zu nehmen, so wie in der obigen Abbildung; dann kann Deixis als „egozentrisch“ bezeichnet werden. Deiktischer Bezug erfolgt dann relativ zu
- der Person des Sprechers, im Gegensatz zu angesprochenen Personen (Personendeixis)
- dem Ort des Sprechers (Lokal- oder Ortsdeixis)
- der Zeit, in der die Äußerung des Sprechers entsteht (Temporal- oder Zeitdeixis)
- den Objekten, die dem Sprecher in der Situation zugänglich sind (Objektdeixis).

Mit der Sprechsituation sind also eine ganze Reihe von verschiedenartigen Objekten und Sachverhalten zugänglich. Zu diesen Dimensionen der Deixis siehe die später folgenden Einzelabschnitte.
Manchmal wird aber auch betont, dass die Verankerung der Deixis nicht hauptsächlich als egozentrisch zu sehen ist, weil die Äußerungssituation elementarer ist als die Person des Sprechers. In dieser Sicht ist es wichtig, dass Referenz eine kooperative Grundlage hat, sie entsteht aus der Absicht eines Sprechers und dem Verständnis beim Adressaten. Es ist auch vorwiegend die gesprochene Sprache, die deiktisch eingebettet ist, und diese wiederum besteht in einer Kooperation zwischen Sprecher und Hörer. Gegenstände, auf die man sich mit deiktischen Ausdrücken bezieht, müssen also sowohl vom Sprecher als auch vom Hörer aus identifizierbar sein, während beide in einer gemeinsam geteilten Situation anwesend sind. Während die Bedeutung von „ich“ nur als „egozentrisch“ erfassbar ist, gelte dies nicht für Deixis in allen ihren Formen.

### Verschiedene Bezugsrahmen
Die Ausrichtung deiktischer Ausdrücke an der Äußerungssituation steht im Gegensatz zu anderen möglichen Bezugsrahmen. Vor allem existiert für bestimmte Ausdrücke ein intrinsischer Bezugsrahmen; manche Ausdrücke erlauben auch diese oder deiktische Bezugsrahmen alternativ. Beispielsweise wird der Ausdruck „hinter dem Haus“ auf der Grundlage gedeutet, dass das Haus von sich aus eine Vorder- und Rückseite hat; diese Positionsbestimmung ist daher nicht kontextabhängig. Anders ist der Satz: „Das Fahrrad lehnt hinter dem Baum.“ Dies kann nicht intrinsisch gedeutet werden, denn der Baumstamm hat keine besondere Vorder- oder Rückseite. Der Satz ist nur sprecherabhängig deutbar, also dass der Baum sich zwischen dem Ort des Sprechers und dem Fahrrad befindet.
Da der Bezugsrahmen deiktischer Ausdrücke in der Äußerungssituation liegt, muss bei der Redewiedergabe eine Umformulierung erfolgen, jedenfalls wenn die Wiedergabe in einer anderen Situation erfolgt:
- „Hier ist es kalt.“
- (Bericht:) „Sie sagte, dass es dort kalt sei.“

Manche Sprachen haben zur Wiedergabe des „ich“ in berichteter Rede einen eigenen Typ von sogenannten logophorischen Pronomen.
Im Gegensatz dazu können in manchen Verwendungen deiktische Ausdrücke beibehalten werden, obwohl das Zentrum verschoben worden ist. In Erzählungen kann das Zentrum, an dem Ausdrücke wie „jetzt“ oder „dieser“ verankert werden, die erzählte Welt sein statt der Situation, in der die Erzählung geäußert wird.

## Deixis in der Semantik
In der Sprachwissenschaft wird zwischen (mindestens) zwei Ebenen der Bedeutung unterschieden: der Ausdrucksbedeutung, also der Bedeutung, die mit einem sprachlichen Ausdruck als solchem fest verbunden ist, und den Aspekten von Bedeutung, die erst im Gebrauch des Ausdrucks und in der Kommunikationssituation hinzukommen. Ersteres ist das Gebiet der Semantik, letzteres der Pragmatik.
Wenn die Bedeutung eines deiktischen Ausdrucks wie „ich“ nur in der Äußerungssituation entstehen würde, dann gäbe es demnach keine Ausdrucksbedeutung dafür, und Deixis könnte nur in der Pragmatik erfasst werden. In der Regel wird das Gebiet der Deixis aber als eines gesehen, in dem sich Semantik und Pragmatik begegnen, nämlich als ein Bereich der Äußerungsbedeutung (wogegen der kommunikative Sinn ausschließlich pragmatisch zu erfassen ist). Denn deiktischer Bezug ist zum Teil tatsächlich am Gebrauch bestimmter Ausdrücke festzumachen. Dann ist das Problem zu lösen, wie der Ausdruck „ich“ eine einheitliche Bedeutung haben kann, obwohl der Bezug bei jedem Gebrauch wechseln kann.
Die semantische Seite der Bedeutung ist dann als eine Anweisung zu fassen, wie der Bezug stets zu finden ist. Diese Art von Bedeutung wird in der Theorie von R. Kaplan als Charakter bezeichnet. Der Kaplan'sche Charakter repräsentiert eine abstrakte Bedeutung, die ein Ausdruck hat, bevor er an einem Äußerungskontext und bezogen auf eine mögliche Situation ausgewertet wird. Hierzu wird der Kontext als ein eigener Gegenstand in die semantische Darstellung eingeführt, nämlich in Form einer Variable c, deren Wert zunächst offen bleibt. Die Semantik von „ich“ ergibt sich nun (vereinfacht) als: „der Sprecher in c“. Der Wert der Variable c wird im Äußerungskontext global festgelegt. In dieser Weise wird es z. B. möglich zu sagen, dass der Satz „Ich denke, also bin ich“ in einer Situation wahr sein kann, auch ohne dass er dazu tatsächlich geäußert werden muss.

## Dimensionen von Deixis

### Personaldeixis
Die Personal- oder Personendeixis verweist auf einen Kommunikationspartner, wie z. B. ich, du: Um zu wissen, auf wen oder was diese Deixis zeigt, muss man wissen, wer der Sprecher bzw. Adressat ist, also die Gesprächssituation kennen. Die Worte für die Personaldeixis sind im Deutschen folgende Personalpronomina:
- ich für den Sprecher, der eine Äußerung tätigt
- wir für eine Gruppe, die den Sprecher enthält
- du, ihr und Sie für angesprochene Personen, also die Adressaten. Hierzu kann auch der Vokativ als Anredeform eines Substantivs gestellt werden.

Zusätzlich wird zwischen Adressaten unterschieden, die dem Sprecher sozial nahestehen (du/ihr) und solchen, zu denen der Sprecher in sozialer Distanz steht (Sie). Manche Autoren sprechen hier von Sozialdeixis, die sich auf den sozialen Status der am Sprechakt Beteiligten beziehen lasse. Die Sozialdeixis kann also als „Spezifizierung der Personaldeixis“ aufgefasst werden.

### Lokale Deixis und Objektdeixis
Die Lokal- oder Ortsdeixis verweist auf einen kommunizierten Ort. Lokaladverbien wie hier, dort oder Pronominaladverbien wie dahin, daher können mit Bezug auf den Sprecher bzw. den Hörer auf Näheres oder Ferneres verweisen. Die Bezeichnung von Orten relativ zum Aufenthaltsort der Teilnehmer der Sprechhandlung wird durch die lokale Deixis gewährleistet (siehe auch räumliche Relation).
Will der Sprecher ein Objekt identifizieren, so kann er es benennen, beschreiben und/oder im Raum lokalisieren. Hierbei kann ein Objekt, das es zu bezeichnen gilt, mindestens danach unterschieden werden, ob es bezüglich des Sprechers ein nahes oder ein fernes ist. Diese grundlegende Unterscheidung nach Nähe (proximal) und Ferne (distal) kann auch reicher differenziert werden, etwa mit „Nähe zum Hörer“ als zusätzlicher Kategorie.

#### Stufen lokaler Deixis
In Anlehnung an die Person des Sprechers (1. Person) und des Hörers (2. Person) können die folgenden Stufen lokaler Deixis unterschieden werden:
1. Proximal, Nahdeixis, Deixis der ersten Person: Es wird auf den Sprecher (ich), auf den Raum in der Nähe des Sprechers (hier), oder einen Gegenstand bzw. eine Person aus diesem Raum verwiesen (dies),
2. Medial, Deixis der zweiten Person: Es wird auf den Hörer (du), den Raum in der Nähe des Hörers (spanisch ahí), oder einen Gegenstand bzw. eine Person aus diesem Raum verwiesen (span. eso, italienisch codesto); im Deutschen gibt es keine besonderen Ausdrucksmittel für die mediale lokale Deixis,
3. Distal, Ferndeixis, Deixis der dritten Person: Es wird auf eine Person (die so genannte 3. Person), die weder Sprecher noch Hörer ist, auf einen Raum, der von Sprecher und Hörer entfernt ist (dort), oder auf einen Gegenstand bzw. eine Person aus diesem Raum verwiesen (jener).

In den meisten Sprachen ist zumindest eine Unterscheidung von Nahdeixis und Ferndeixis festzustellen. Verfügt eine Sprache über Ausdrucksmittel medialer lokaler Deixis, so verfügt sie auch über eine Unterscheidung von proximal und distal.

#### Objektdeixis
Die Objektdeixis kann mit Demonstrativpronomen wie dieses, jenes auf ein proximal oder ein distal gelegenes Objekt verweisen.

### Temporale Deixis
Bestimmte Temporaladverbiale sowie das Tempus sind ebenfalls deiktisch, ihre Interpretation ist vom Sprechzeitpunkt und von der konkreten Äußerungssituation abhängig. Voraussetzung hierfür ist die Kenntnis der Beziehung zwischen Sprechzeit und Ereigniszeit. Zur Bedeutung des Tempus siehe insbesondere unter Tempus #Grundlagen: Situationszeit und Betrachtzeit, zur Bedeutung von deiktischen Adverbialen unter Temporaladverbial #Positionsadverbiale.
Durch die deiktischen Zeitausdrücke ergibt sich eine Strukturierung, die anders aufgebaut ist als eine kalendarische oder physikalische Zeitangabe: Sie ist stets auf den Sprechzeitpunkt S bezogen und bringt Relationen dazu zum Ausdruck (Vorzeitigkeit – Gleichzeitigkeit – Nachzeitigkeit). Deiktisch verankerte Zeitadverbien können feine Unterteilungen für unterschiedliche zeitliche Abstände zum Sprechzeitpunkt ausdrücken:
```
einst – neulich – vorhin – jetzt – sofort – gleich – nachher – bald – demnächst – in ferner Zukunft
```

Die temporale Deixis bestimmt Zeitpunkte oder Zeitspannen relativ zum Sprechzeitpunkt S. Wesentliches Merkmal einer sich daraus bildenden Zeitrelation ist, dass sie die Zeit, auf die der gesprochene oder geschriebene Satz verweist, mit der Zeit der Äußerung in Beziehung setzt. Solch einen gesetzten Zeitpunkt nennt man auch Kodierungszeit. Die Kodierzeit kann von der Rezeptionszeit, die Zeit, in der die Äußerung vom Adressaten empfangen wird, abweichen, besonders bei schriftlicher Kommunikation. In der schriftlichen Kommunikation muss entschieden werden, ob das deiktische Zentrum beim Sprecher (der Kodierungszeit) oder beim Hörer (Rezeptionszeit) liegen soll. Bezug auf die Kodierungszeit ergibt zum Beispiel: „Ich schreibe diesen Brief, während ich im Café sitze“, bei Bezug auf den Adressaten ergäbe sich stattdessen für dieselbe Mitteilungsabsicht: „Ich schrieb diesen Brief, während ich im Café saß“. Im Lateinischen war es üblich, die Zeitrelationen an der Rezeptionszeit des Lesers auszurichten, nicht an der Kodierungszeit des Schreibers.

### Textdeixis
Die Text- oder Diskursdeixis bezieht sich auf vorangehende bzw. folgende Elemente eines Textes, während dieser produziert wird: In vielen Sprachen können hierfür auch Demonstrativpronomina verwendet werden. („Was ich sagen will, ist dies/Folgendes: …“)

## Deixisflexion
Deixis kann nicht nur durch freie Wörter, etwa Demonstrativpronomina, ausgedrückt werden, sondern auch durch gebundene Morpheme, etwa durch an das Substantiv anfügbare Suffixe – so etwa im Mazedonischen:
```
žena
 (unbestimmt: ‚(eine) Frau‘)

žena=ta
 (bestimmt-medial: ‚die Frau‘)

žena=va
 (bestimmt-proximal: ‚diese Frau hier‘)

žena=na
 (bestimmt-distal: ‚jene Frau dort‘)
```

Dabei kongruiert das jeweilige Suffix flexivisch mit dem dazugehörigen Substantiv in Genus und Numerus:
```
Plural: 
ženi=te
 (medial), 
ženi=ve
 (proximal), 
ženi=ne
 (distal)
```